# 3-(3,4-di-hidroxifenil)-N-(2-feniletil)propionamida
3-(3,4-Diidroxifenil)-N-(2-feniletil)propionamida, 3-(3,4-diidroxifenil)-N-(2-feniletil)propanamida ou N-(beta-feniletil)-3-(3,4-diidroxifenil)propanamide é o composto orgânico com a fórmula C17H19NO3, SMILES C1=CC=C(C=C1)CCNC(=O)CCC2=CC(=C(C=C2)O)O e massa molecular 285,33766.